# Gunnar Hylmö
Gunnar Efraim Hylmö, född 26 november 1878, död 29 november 1940, var en svensk teolog. 
Hylmö blev docent i Gamla Testamentets exegetik i Lund 1920, lektor vid Lunds folkskoleseminarium samma år och teologie doktor 1923. Hylmö utgav bland annat Kompositionen av Mikas bok (1919), De så kallade vallfartssångerna i Psaltaren (1925) och Studier över stilen i de gammaltestamentliga profetböckerna (1929).